# Línea 47 (Dbus)
La línea 47 de Dbus conectaba el funicular con el barrio de Añorga. Se puso en servicio el 1 de julio de 2023, como una línea de microbus y el 4 de septiembre de ese mismo año, se amplió el recorrido hacia Añorga y se cambiaron los microbuses por autobuses. Finalizó su servicio el 22 de septiembre del 2024 y fue sustituida por la línea de taxibús tb7, que además da servicio al Paseo del Faro.

## Paradas

### Hacia Atotxaerreka 26
- Funikularra 16
- Iruña 16
- Antiguoko Anbulatorioa 5 25 27 33 35 40 43 45
- Magisterio Tolosa 14 5 25 27 33 35 40 43 45
- Unibertsitatea Tolosa 70 I 5 25 45
- Tolosa 112 5 25 27 35 40 43 45
- Tolosa 138 5 25 27 35 43 45
- Infierno 25
- Añorga Txiki I 25
- Añorga I 25
- Arzak Enea II 25
- Arzak Enea 25
- Añorga II 25
- Añorga Txiki II 25
- Atotxaerreka 26

### Hacia Funikularra
- Atotxaerreka 26
- Atotxaerreka 46
- Atotxaerreka 62
- Markotegi Parkea
- Zuatzu II
- Errotaburu 5 5
- Amerika Plaza 5 24 25 35 45
- Tolosa 111 5 24 25 35 45
- Unibertsitatea Tolosa 77 5 25 45
- Majisteritza 5 24 25 33 35 40 45
- Zumalakarregi 21 5 24 25 33 35 40 45
- Esklabak 5 25 35 45
- Ondarreta 5 25 45
- Satrustegi I 16
- Satrustegi II 16
- Funikularra 16